# Mistrzostwa Afryki w biegach przełajowych
Mistrzostwa Afryki w biegach przełajowych – zawody lekkoatletyczne, które rozgrywane są rokrocznie począwszy od 2011 jednak inauguracyjna edycja imprezy odbyła się w 1985 roku.
Pierwsze mistrzostwa Czarnego Lądu w biegach na przełaj rozegrano w 1985 w Nairobi, a wszystkie złote medale zdobyli przedstawiciele Kenii. Zawody zdecydowano się rozgrywać ponownie po spotkaniu Confederation of African Athletics w Berlinie w 2009 roku kiedy to IAAF zadecydował o zmianie interwału rozgrywania przełajowych mistrzostw świata z roku na dwa lata. Po tej decyzji pierwsze przełajowe mistrzostwa Afryki rozegrano w 2011 w Kapsztadzie.

## Edycje
| Edycja | Gospodarz | Data              |
| ------ | --------- | ----------------- |
| 1985   | Nairobi   |                   |
| 2011   | Kapsztad  | 6 marca(dts) br   |
| 2012   | Kapsztad  | 18 marca(dts) br  |
| 2014   | Kampala   | 16 marca(dts) br  |
| 2016   | Jaunde    | 12 marca(dts) br  |
| 2018   | Szalif    | 17 marca(dts) br  |
| 2024   | Hammamet  | 25 lutego(dts) br |